# Auguste Duport
Pour les articles homonymes, voir Duport.
François Auguste Duport (Paris, 22 janvier 1777 - Amboise, 5 septembre 1843) est un auteur dramatique français.
Il est le frère du danseur et chorégraphe Louis Duport (1781-1853) et le père du dramaturge Paul Duport (1798-1866).

## Biographie
Auguste Duport est né le 22 janvier 1777 à Paris. Son père, Joseph-Robert Duport (1748-1820) est fabricant de bronze et ciseleur. Sa mère s'appelle Catherine Desseule.
Après avoir travaillé dans la menuiserie, Auguste Duport reprend et développe la fabrique de bronze de son père.
En 1812, à la suite de la rupture de la France et de la Russie, la fabrique fait faillite et il doit, ruiné, revendre son entreprise à bas prix. Il entre alors dans la garde nationale, où, sous les ordres de Richard-Lenoir, il organise la défense du faubourg Saint-Antoine pendant la bataille de Paris en 1814.
Il se tourne ensuite vers le théâtre où il écrit quelques vaudevilles souvent en collaboration avec son fils Paul Duport. Ses pièces sont représentées au théâtre du Gymnase dramatique, au théâtre de l'Opéra-Comique et au Théâtre-Français. Mais, malgré le succès obtenu, sa mauvaise santé l'oblige à s'arrêter de travailler, et il se retire à Amboise (Indre-et-Loire), sur l'ancienne commune de Saint-Denis-Hors, dans sa maison sur les bords de la Loire où il meurt prématurément le 11 septembre 1843.

## Œuvres
- Le Pauvre Aveugle, opéra-comique en 1 acte, avec Hapdé, musique de Porta, 1798
- Frère Philippe, opéra-comique en 1 acte, avec Paul Duport, musique de Victor Dourlen, 20 janvier 1818[4]
- Le Beau-frère, ou la Veuve à deux maris, comédie-vaudeville en un acte, avec Paul Duport et Amable de Saint-Hilaire, 1824
- Une journée de Charles V, comédie en 1 acte et en prose, avec Paul Duport, 1824
- Le Marchand forain, opéra-comique en trois actes, avec Paul Duport et Eugène de Planard, musique de M. Marliani, 31 octobre 1834
- Les Oies du frère Philippe, 1838, reprise de 1818[5].